# Aníbal Barcelos
Aníbal Barcelos (Campos dos Goytacazes, 10 de julho de 1918 – Macapá, 14 de agosto de 2011) foi um militar e político brasileiro filiado ao Democratas (DEM) que governou o Amapá por duas vezes.

## Biografia
Filho de Manuel Barcelos Filho e Minervina Barcelos. Formou-se oficial da Marinha do Brasil pela Escola de Guerra Naval no Rio de Janeiro em 1939. Responsável pelo departamento de convés do navio-escola Duque de Caxias em missão de merecimento ao exterior em 1952 para instruir guardas-marinhas. Quatro anos depois integrou a comissão que visitou os Estados Unidos para observar quais os métodos de comando utilizados pela marinha norte-americana. Ainda na capital fluminense foi supervisor do ensino profissional marítimo do Ministério da Marinha entre 1970 e 1974 e durante o Governo Ernesto Geisel foi diretor administrativo e financeiro da Empresa de Obras Públicas do Rio de Janeiro.
Apontado como simpatizante da UDN antes de instaurado o Regime Militar de 1964, ostentava a patente de capitão de mar e guerra quando foi nomeado governador do Amapá no governo do presidente João Figueiredo em 1979 e permaneceu à frente do Palácio do Setentrião durante seis anos, período em que migrou da ARENA para o PDS.
Membro do PFL a partir da Nova República, elegeu-se deputado federal em 1986 e sob tal condição participou da Assembleia Nacional Constituinte responsável pela Constituição de 1988. Graças à nova Carta Magna, o Amapá foi elevado à categoria de estado e Aníbal Barcelos foi eleito governador por voto direto em 1990. Voltou às urnas ao eleger-se prefeito de Macapá em 1996 e embora não tenha sido reeleito quatro anos depois, conquistou um mandato de vereador na respectiva cidade em 2004.
Pai de Sérgio Barcelos e avô de Alexandre Barcelos, também políticos, tinha o apelido de "comandante" e faleceu em sua residência na capital amapaense vítima de insuficiência respiratória.